# Sân vận động Quốc gia (Đông Timor)
Sân vận động Quốc gia (tiếng Bồ Đào Nha: Estádio Nacional de Timor-Leste) là một sân vận động đa năng ở Dili, Đông Timor. Sân được sử dụng chủ yếu cho các trận đấu bóng đá. Sân vận động có sức chứa 5.000 chỗ ngồi.

## Lịch sử

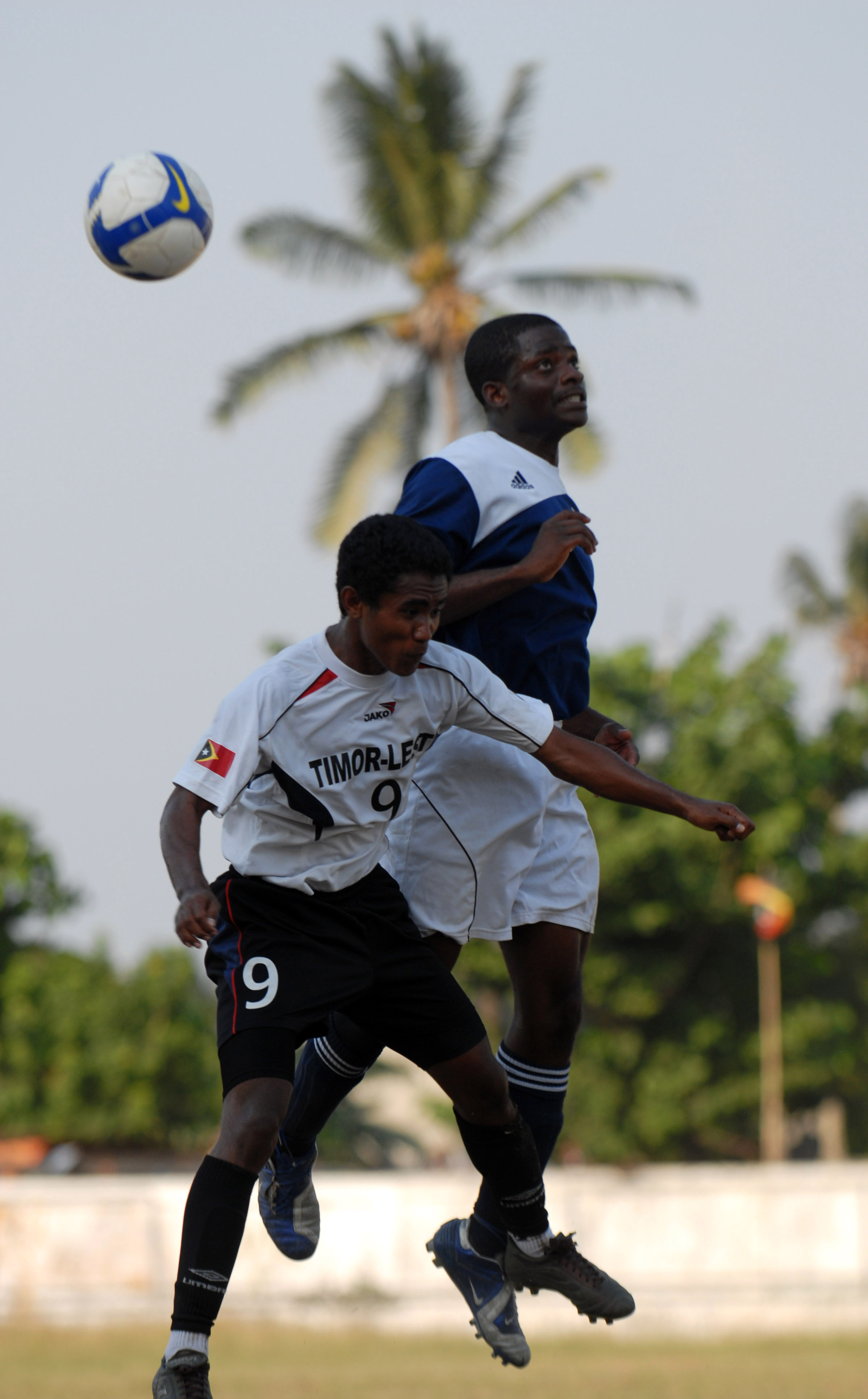
Trận đấu bóng đá giữa đội tuyển bóng đá U-17 quốc gia Đông Timor và Hải quân Hoa Kỳ

Vào năm 2002, sân vận động Dili đã tổ chức Kylie Minogue và John Farnham như một phần thưởng cho Dịch vụ Úc trong việc hỗ trợ độc lập. Cho đến gần đây, sân vận động đã bị bỏ hoang ở Dili và năm 2006 đã chứa hàng ngàn người Đông Timor chạy trốn bạo lực trên đường phố. Năm 2011, sân vận động đã được cải tạo, bao gồm những thay đổi về mặt sân cũng như chỗ ngồi.
Sân vận động Dili là nơi diễn ra trận chung kết của Taca Digicel và Super Liga Timorense. Vào năm 2005, cầu thủ bóng đá nổi tiếng thế giới Cristiano Ronaldo đã đến thăm sân vận động Dili và thậm chí đã có một bức ảnh với Tổng thống Xanana Gusmão.
Một giải đấu được tổ chức giữa các đội tuyển quốc gia Đông Timor, một đội Cảnh sát Liên Hợp Quốc và các đội kết hợp Úc và New Zealand đã được tổ chức vào tháng 5 năm 2007.
Vào ngày 12 tháng 3 năm 2015, sân vận động đã tổ chức trận đấu quốc tế đầu tiên của đội tuyển bóng đá quốc gia Đông Timor là trận đấu trong vòng 1 của vòng loại giải vô địch bóng đá thế giới 2018 với Mông Cổ và Đông Timor thắng 4–1.

## Cơ sở vật chất
Sân vận động có sức chứa 5.000 người. Nó đã được cải tạo vào năm 2011 và 2016. Việc cải tạo vào năm 2016 có trị giá 1,64 triệu đô la. Dự án bao gồm cải tạo khán đài, cải tạo mái che, xây dựng phòng tắm, phòng điện, cột đèn chiếu sáng, và thêm chỗ ngồi cho khán đài. Sân vận động có một đường chạy điền kinh. Có hai khán đài ở phía đông và phía tây của mặt sân. Khán đài chính có một mái che.

## Các trận đấu lớn
| 12 tháng 3 năm 2015 | Đông Timor                                     | 4–1      | Mông Cổ                     | Dili |  |
|                     | Chiquito 4', 7' · Rodrigo 84' · Jairo Neto 85' | Chi tiết | Batmönkhiin Erkhembayar 87' | Sân vận động: Sân vận động Quốc gia (Dili) Lượng khán giả: 9.000 Trọng tài: Sivakorn Pu-Udom (Thái Lan) |  |

| 17 tháng 11 năm 2015 | Đông Timor | 0–10                           | Ả Rập Xê Út | Sân vận động Quốc gia (Dili)                        |  |
|                      |            | Chi tiết (FIFA) Chi tiết (AFC) | - Al-Sahlawi 29' (ph.đ.), 42', 55' (ph.đ.), 70', 89' - Osama H. 34' - Al-Shehri 35' - Al-Jassim 85' - Hazazi 90' - Al-Muwallad 90+2' | Lượng khán giả: 2.000 Trọng tài: Alan Milliner (Úc) |  |